# The Hellacopters
Gli Hellacopters sono un gruppo garage punk svedese formatosi nel 1994, discioltosi nel 2008 e riformatosi recentemente per sporadiche apparizioni dal vivo.

## Storia del gruppo
Nati da membri degli Entombed e dei Backyard Babies, gli Hellacopters sono gli ambasciatori della new wave di rock scandinavo. La storia del gruppo inizia nel 1994, quando Nicke, Dregen, Kenny e Robert incidono il singolo di debutto Killing Allan, che esce nel gennaio dell'anno successivo.
Musicalmente il gruppo si propone come un incrocio tra Mc5, Motörhead e Kiss. Il primo album Supershitty To The Max!, registrato in 26 ore, esce nel 1996 per la White Jazz Records, e vince il Grammy svedese come miglior album hard rock. In seguito al successo di questo album, gli Hellacopters aprono le date scandinave del tour dei Kiss.
Dopo l'uscita del secondo album Paying the Dues, nel 1998 gli Hellacopters sono in tour in Europa con i colleghi Gluecifer, e successivamente in tour mondiale (114 date in 18 paesi). L'anno si conclude con la registrazione del terzo album Grande Rock.
Ormai la band è consacrata e livello internazionale, e si susseguono i tour sia europei che mondiali. Nel 2000 esce High Visibility per la Universal, e il tour che ne segue porta gli Hellacopters a suonare, tra gli altri, con Nebula, The Hives e Foo Fighters.
Nel 2002 esce sia la raccolta di singoli Cream of the Crap Vol. 1 che il quinto album By the Grace of God, che esce in settembre ed è disco d'oro prima della fine dell'anno. Nel 2003 gli Hellacopters aprono le date dei Deep Purple in Brasile.
Nel 2005 è uscita la seconda raccolta Cream of the Crap Vol. 2 ed il mini album Strikes Like Lightning.
Nel 2008 hanno pubblicato l'album di cover di gruppi underground "head off", per dare voce a gruppi semisconosciuti che troppo spesso passano inosservati dal pubblico.
Il gruppo, come preannunciato, al termine del tour chiamato "The Tour Before The Fall" si è ufficialmente sciolto, di comune d'accordo tra tutti i componenti. I vari membri della band hanno poi formato o sono tornati a far parte di diversi gruppi di minore successo, tra cui i Death Breath, i Cold Etyl, i The Solution e i Thunder Express.

## Reunion
La band si è riunita nella prima formazione, per celebrare il ventennale dalla pubblicazione di Supershitty to the Max!, esibendosi allo Sweden Rock Festival del 2016. E, sarà presente all'Hellfest nel 2018. 
La band ha pubblicato il 1º aprile 2022 il nuovo album, intitolato Eyes Of Oblivion, con l'etichetta Nuclear Blast.

## Riferimenti al gruppo
È presente una loro canzone nel videogioco Guitar Hero III: Legends of Rock nelle tracce extra.

## Formazione

### Formazione attuale
- Nicke Royale (Anders Niklas Andersson) – voce, chitarra
- Robban (Matz Robert Eriksson) – batteria e voce
- Boba Fett (Anders Lindström) – pianoforte
- Dregen (Andreas Tyrone Svensson, noto anche come Jerry Lee Hellacopter, Sue Ellen) – chitarra e voce

### Altri componenti
- Kenny (Kenny Håkansson) – basso (1994-2016)
- Danne Andersson – chitarra (1997)
- Mattias Hellberg – chitarra (1997-1998)
- Strings (Jens Robert Dahlqvist) – chitarra (1999-2008)

### Formazione Storica
- Nicke Royale – voce, chitarra
- Strings – chitarra
- Kenny – basso
- Robban – batteria e voce
- Boba Fett – pianoforte

### Turnisti
- Sami Yaffa – basso (2017)
- Dolf DeBorst – basso (2018)

## Discografia

### Album in studio
- 1996 - Supershitty to the Max!
- 1997 - Payin' the Dues
- 1999 - Grande Rock
- 2000 - High Visibility
- 2002 - By the Grace of God
- 2005 - Rock & Roll Is Dead
- 2008 - Head Off
- 2022 - Eyes of Oblivion
- 2025 - Overdriver

### Split
- 1997 - Respect the Rock (con i Gluecifer)
- 1999 - Respect the Rock USA (con i Gluecifer)
- 2001 - White Trash Soul (con i The Flaming Sideburns)

### EP
- 1998 - Disappointment Blues
- 1999 - Doggone Your Bad-Luck Soul
- 1999 - Move Right Out Of Here
- 2004 - Strikes Like Lightning

### Compilation
- 2001 - Geekstreak (Japanese Only Press)
- 2002 - Cream Of The Crap vol. 1
- 2002 - Hellacopters 12" (2002)
- 2002 - The Song Ramones the Same
- 2004 - Cream Of The Crap vol. 2

### Singoli e 7"
- 1995 - Killing Allan
- 1995 - 1995
- 1996 - Now
- 1996 - (Gotta Get Some Action) Now
- 1996 - Misanthropic High
- 1997 - Riot on the Rocks
- 1997 - Soul Seller
- 1998 - City Slang
- 1998 - Like No Other Man
- 1998 - Looking at Me
- 1998 - Hey
- 1999 - Dirty Women
- 1999 - Twist Action in New York
- 1999 - Down Right Blue
- 1999 - The Devil Stole the Beat from the Lord
- 1999 - Twist Action Over America
- 1999 - Move Right Out of Here
- 1999 - Scott Morgan and the Hellacopters
- 2000 - Twist Action in 2000
- 2000 - It's not a Long Way Down
- 2000 - Toys and Flavour
- 2000 - Hopeless Case of a Kid in Denial
- 2001 - Hopeless Case of a Kid in Denial Box
- 2001 - No Song Unheard
- 2002 - By the Grace of God
- 2002 - Carry Me Home
- 2004 - Strikes Like Ligthning 7" Box
- 2005 - Everythings on T.V.
- 2005 - I'm in the Band
- 2007 - The Same Lame Story
- 2008 - In the Sign of the Octopus
- 2008 - Darling Darling

### Split
- 1997 - Electric Frankenstein vs The Hellacopters (con Electric Frankenstein)
- 1998 - Rock & Roll Jihad (con The Nitwitz)
- 1999 - New Bomb Turks / The Hellacopters (con New Bomb Turks)
- 1999 - The Hellacopters / Powder Monkeys (con Powder Monkeys)
- 1999 - Check This Action (con Powder Monkeys)
- 1999 - Blå Tåget / The Hellacopters (con Blå Tåget)
- 1999 - Gearhead Magazine #10 (con Rocket From the Crypt)
- 1999 - Quadracopters / Hellajets (con Quadrajets)
- 2001 - The Hellacopters / Adam West (con Adam West)
- 2003 - Pack Of Lies (con The Nomads)
- 2003 - The Hellacopters / Weaselface (con The Weaselface)
- 2004 - The Hellacopters / Adam West (con Adam West)